# Lacam-d'Ourcet
Lacam-d'Ourcet är en kommun i departementet Lot i regionen Occitanien i södra Frankrike. Kommunen ligger i kantonen Sousceyrac som tillhör arrondissementet Figeac. År 2018 hade Lacam-d'Ourcet 106 invånare.

## Befolkningsutveckling
Antalet invånare i kommunen Lacam-d'Ourcet
| Referens: INSEE |